# Игуман Лука (Милошевић)
Лука (световно Зоран Милошевић; Котор, 9. фебруар 1965) српски је протосинђел и игуман Манастира Бошњане.

## Биографија
Протосинђел Лука (Милошевић), рођен је 9. фебруара 1965. године у Котору (Црна Гора), од побожних и честитих родитеља. Приликом крштења је добио име Зоран.
По заврштеку основне школе у Богословије ступа у Манастир Бошњане код Варварина, као искушеник код игумана Алексеја (Богићевића), 2002. године. Замонашен је 25. децембра 2006. године од стране епископа шумадијскога господина Јована (Младеновића), добивши монашко име Лука.
Рукоположен је у чин јерођакона 23. јуна 2007. године, а у чин јеромонаха 21. јула 2007. године у Манастиру Бошњане, од стране епископа шумадијскога господина Јована. Одлуком епископа крушевачкога господина Давида (Перовића), 13. новембра 2022. године постављен је за старешину Манастира Бошњане.